# Універсідад Католіка (Кіто)
Футбольний клуб «Універсідад Католіка» (ісп. Universidad Católica del Ecuador) — професійний еквадорський футбольний клуб з міста Кіто. Клуб грає в еквадорській Серії A, найвищому рівні еквадорського футболу, де провів більшу частину своєї історії. «Універсідад Католіка» був офіційно заснований 15 травня 1963 року. Історичними суперниками клубу є «ЛДУ Кіто», «Аукас», «Депортіво Ель Насьйональ» і «Сосьєдад Депортіво Кіто».

## Історія
Клуб «Універсідад Католіка» був заснований як університетська футбольна команда Папського Католицького Університету Еквадору, католицького університету в Кіто. У 1962 році команда виграв міжвузівську першість. Незабаром після цього 15 травня 1963 року команду перетворено на футбольний клуб під назвою «Liga Deportiva de la Universidad Católica». 15 січня 1965 року «Універсідад Католіка» обіграв клуб «Гладіадор» за право виступати на професійному рівні. Пізніше того ж року клуб виграв свій перший професійний титул на 12-му міжандському професійному чемпіонаті.
У 1973 і 1979 роках «Універсідад Католіка» посів друге місце в національному чемпіонаті. Після цього команда отримувала місце в Кубку Лібертадорес у наступні роки (1974 та 1980 роки). Більшу частину своєї історії клуб провіві в першій категорії (Прімера A і Прімера B). У 1993 році клуб опустився до другої категорії. У 1998 році клуб повернувся до Прімери B, і піднявся до Прімери А у 2008 році.